# François Ingold
Pour les articles homonymes, voir Ingold.
François Ingold, né à Nancy le 4 avril 1894 et mort à Paris 5e le 19 décembre 1980, est un officier français, Français libre et Compagnon de la Libération, chancelier de cet ordre de 1958 à 1962. Il termine sa carrière militaire avec le grade de général de division.

## Biographie

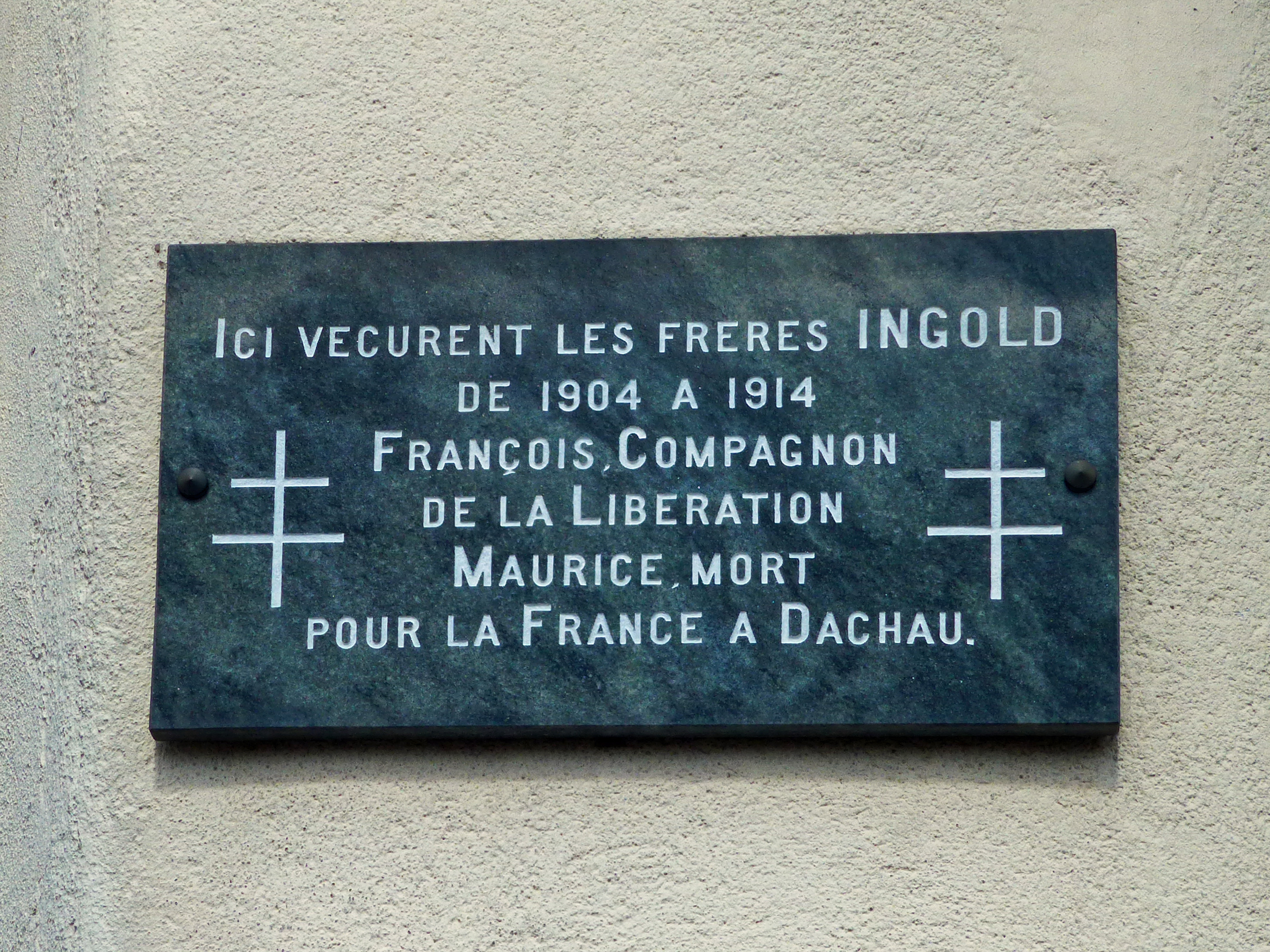
Plaque à la mémoire de François et Maurice Ingold qui vécurent à Fraize de 1904 à 1914

François Joseph Jean Ingold est le fils d'un inspecteur principal des eaux et forêts. Issu d'une vieille famille alsacienne, il est né à Nancy le 4 avril 1894.
Il fait ses études au collège de Saint-Dié et est mobilisé en août 1914 au 17e régiment d'infanterie coloniale (17e RIC)[Information douteuse].
Il participe à la bataille de l'Artois (mai-juin 1915). En 1915, il est nommé sous-officier et rejoint le Sénégal.
Il revient en France en juillet 1916 avec un détachement sénégalais et gagne le front de la Somme, à la Bataille de la Somme.
Mobilisé pendant la Première Guerre mondiale comme sous-officier, il devient aspirant, puis sous-lieutenant en 1918. Il est cité à l'ordre de l'Armée à la suite d'une blessure sur le front en 1918.
Gouverneur de la place de Fort-Archambault au Tchad en 1940, il se rallie au général de Gaulle. Il est donc condamné à mort par contumace par le gouvernement de Vichy, comme de Gaulle auparavant. Il perd son fils aîné, Charles Ingold, aviateur dans la Royal Air Force, cité à l'ordre des Forces françaises libres. Il participe à la campagne du Fezzan avec le général Leclerc, ce qui lui vaut la Croix de la Libération (décret du 12 janvier 1943).
Général de division, il occupe divers commandements. Il est entre autres chargé d’organiser le départ des tirailleurs sénégalais fin 1944. Il fait le nécessaire pour qu’il soit le plus rapide possible, avec un regroupement en casernes pour rétablir la discipline, dans des conditions pires que celles de leur internement, ce qui émeut la presse. Lorsqu’ils embarquent pour l’Afrique, aucune cérémonie n’a lieu. Il refuse de prendre en compte les grades acquis au sein des FFI pour ceux d’entre eux qui s’étaient évadés et avaient rejoint la Résistance.
Nommé chancelier de l’ordre de la Libération en février 1958 il démissionne exceptionnellement en 1962, ayant difficilement vécu le fait de siéger au Haut Tribunal militaire en 1961 et de devoir juger les militaires à la suite du putsch des généraux d'Alger. Le camarade de son frère résistant Maurice, qui fut déporté avec ce dernier au camp de Dachau où il mourut, était parmi ces militaires.

## Distinctions et honneurs

### Décorations nationales[4]
- Grand officier de la Légion d'honneur
- Compagnon de la Libération (décret du 12 janvier 1943)
- Grand officier de l'ordre national du Mérite
- Croix de guerre 1914–1918, palme de bronze
- Croix de guerre 1939–1945 (4 citations)
- Croix du combattant volontaire 1914–1918
- Croix du combattant volontaire de la RésistanceCroix du combattant volontaire de la Résistance
- Croix du combattant volontaire 1939-1945
- Médaille coloniale avec agrafes « Maroc », « Maroc 1925-1926 », « AFL », « Fezzan-Tripolitaine », « Tunisie »
- Médaille interalliée de la Victoire
- Médaille commémorative de la guerre 1914–1918
- Médaille commémorative française des opérations du Moyen-Orient

### Décorations étrangères[4]

#### Bénin
- Commandeur de l'Étoile noire

#### Royaume-Uni
- Ordre du Service distingué

## Publications

### Monographies
- Les Troupes noires au combat : cas concret pour servir à l'étude des formes de guerre, Berger-Levrault, 1940
- L'Action des troupes du général Leclerc dans la libération de la Tunisie : février-mai 1943, Combat, s.d.
- Soldats du Tchad, campagnes sahariennes, 1940-1943, Alger, Office français d'édition, 1944
- L'Appel de l'Afrique primitive : juin-août 1940 au Tchad, Éditions Gründ, 1945
- Ceux de Leclerc en Tunisie : février-mai 1943, Paris, Office français d'édition, 1945
- L'Épopée Leclerc au Sahara : 1940-1943, Berger-Levrault, 1945  prix Durchon-Louvet de l’Académie française
- Veillons au salut de l'Empire, Éditions Spes, 1945
- De la douleur, Éditions littéraires de France, 1947
- Sous l'ancre d'or, Éditions Colbert, 1947
- Leclerc de Hauteclocque, avec Louis Mouilleseaux, Éditions littéraires de France, 1948 prix Marcelin Guérin de l'Académie française en 1950
- Les Enthousiasmes méditerranéens, Pouzet, 1951.
- Bêtes et hommes du Niger, La Toison d'or, 1953  prix d'Académie de l'Académie française en 1954
- Terre des bêtes, La Toison d'or, 1954
- Les Dialogues des soldats morts, Éditions Debresse, 1955  prix Eugène-Carrière de l'Académie Française 1956
- Amitiés France-Afrique Noire, Éditions Durassié, 1957
- Le Chemin : tempêtes, escales, victoires, Les Productions de Paris, 1958  prix Poincaré
- Samory sanglant et magnifique, Éditions du Scorpion, 1961  prix de l'Académie des sciences morales et politiques
- Dans les hautes herbes, Magnard, 1962  prix Sobrier-Arnould de l’Académie française en 1963
- Maurice, mon frère, Édit(ions Durassié, 1965
- Songes : une nuit à Khartoum, Peyronnet, 1969
- Voix d'outre-mer..., Nouvelles Éditions latines, 1970
- De l'amitié, Nouvelles Éditions latines, 1972
- Le Soldat et la Mort : témoignages d'histoire, P. Téqui, 1973
- Terres malgaches : lettres de Madagascar et de l'océan Austral, avec Marie-Antoinette Ingold, Carrefour des lettres, 1974

### Brochures
- Lettres de la France combattante, Alger, Office français d'édition, 1944
- L'Armée coloniale, Imprimerie de Reboul, 1943
- Les Opérations sahariennes du Tchad : conférence, Société de géographie de France, 1946
- Le Général Leclerc, La Documentation française, 1948

### Divers
- Dix batailles avec la Légion (revue de la Légion 1938)
- Avec les Troupes coloniales 1914-1918, Éd. Berger-Levrault, 1938
- L'Armée française dans la Grande Guerre, 1938
- Trois études : Flirey, La Piave, La Pompelle (revue d'Infanterie et de Cavalerie 1938-1939)
- Éphéméride à l'usage des Troupes noires, Cameroun, 1942
- La France et son Empire dans la guerre, Édition littéraire de France, 1946
- Les Compagnons de la grandeur, 1946
- Trente ans d'Histoire, Nouvelle Librairie de France, 1948
- La Dernière Patrouille, Impr. Fetzer, 1951
- Kléber, fils d'Alsace, Édition Alsatia, 1953
- Histoire et épopée Troupes coloniales, Édition Pouzet, 1956
- Mémorial des Compagnons de la Libération, 1961  prix Louis-Paul-Miller de l’Académie française en 1964
- Une ombre sur mon chemin, Tequi, 1975
- Au-dessus de la guerre, il y a la paix, Tequi, 1976
- Misère et grandeur du troisième âge, Tequi, 1977